# Bulbul bimaculat
El bulbul bimaculat (Pycnonotus bimaculatus) és una espècie d'ocell de la família dels picnonòtids (Pycnonotidae). És endèmic de les muntanyes de les illes de Java, Sumatra i Bali, a Indonèsia. Els seus hàbitats principals són els boscos tropicals i subtropicals de frondoses humits de les terres baixes i de l'estatge montà, els matollars humits i els d'altura tropicals i subtropicals, les terres llaurades i les àrees forestals fortament degradades. El seu estat de conservació es considera gairebé amenaçat.